# Der zerbrochne Krug

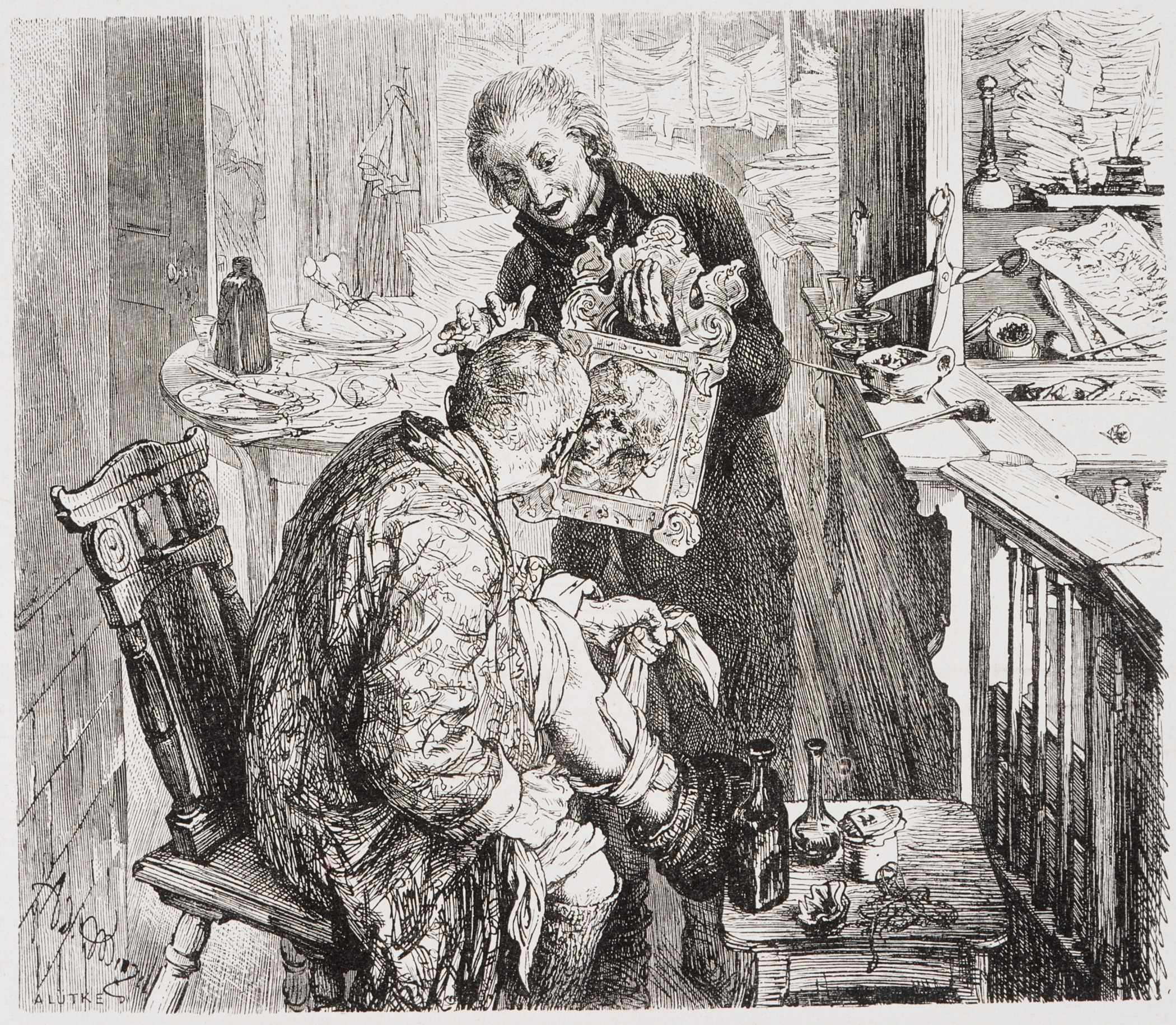
Adolph von Menzel: I. Akt (1877)

Der zerbrochne Krug ist ein Lustspiel von Heinrich von Kleist und eines seiner bekanntesten Werke. Die Komödie ist in Blankversen verfasst. Das Stück gehört zum Kanon der deutschen Literatur, ist weit verbreitete Schullektüre und diente mehrfach als Vorlage zu Opern und Filmen.

## Analytisches Drama und Vorbilder
Dorfrichter Adam muss über eine Tat zu Gericht sitzen, die er selbst begangen hat. Die Handlung besteht in der Hauptsache aus einer Gerichtsverhandlung, die vollständig und in natürlichem Zeitverlauf wiedergegeben wird. Was verhandelt wird, hat sich jedoch in der Vergangenheit abgespielt und wird erst allmählich enthüllt. Das Stück gilt daher wie Sophokles’ König Ödipus als Musterbeispiel eines analytischen Dramas. Wie die Komödien Shakespeares und Molières hat Der zerbrochne Krug einen ernsten Kern und streift an manchen Stellen das Tragische.

## Handlung

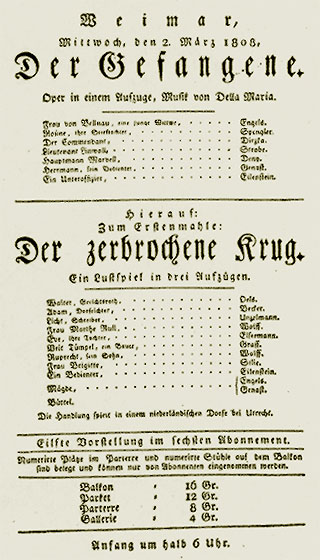
Theaterzettel der Weimarer Uraufführung

Im Mittelpunkt des um 1685 in der Gerichtsstube in Huisum, einem fiktiven niederländischen Dorf in der Provinz Utrecht, spielenden Geschehens steht der titelgebende zerbrochene Krug, welcher der Frau Marthe Rull gehört. Sie beschuldigt Ruprecht, den Verlobten ihrer Tochter Eve, am vorherigen Abend den Krug in ihrem Haus zerstört zu haben. Ruprecht hingegen versichert, dass ein Fremder ins Haus eingebrochen sei und dieses fluchtartig durch ein Fenster verlassen habe, wobei er den Krug vom Fensterbrett gestoßen habe.
Gerichtsschreiber Licht überrascht Richter Adam morgens beim Verbinden frischer Wunden. Adam erklärt, beim Aufstehen gestrauchelt und gegen den Ofen gefallen zu sein. Licht gibt sich damit einstweilen zufrieden, lässt aber durchblicken, dass er eher an ein erotisches Abenteuer seines Vorgesetzten glaube, bei dem ihm ein kräftiger Nebenbuhler in die Quere kam.
Da lässt sich Gerichtsrat Walter melden. Er ist aus Utrecht entsandt, um Gerichtskassen und Akten zu prüfen. Adam gerät in Panik, zumal seine richterliche Perücke verschwunden und kein Ersatz zur Hand ist. Obendrein ist auch noch Gerichtstag, Klägerin, Beklagter und Zeugen warten schon vor der Tür. Der Richter ahnt, weshalb sie gekommen sind, er hatte einen furchtbaren Traum. Seinem Schreiber Licht vertraut er ihn an:
Mir träumt’, es hätt’ ein Kläger mich ergriffen,
Und schleppte vor den Richtstuhl mich; und ich,
Ich säße gleichwohl auf dem Richtstuhl dort,
Und schält’ und hunzt’ und schlingelte mich herunter,
Und judicirt den Hals ins Eisen mir.
Als Gerichtsrat Walter eintrifft, verlangt er, der Gerichtsverhandlung beizuwohnen, die Prüfung der Kassen und Akten werde später erfolgen.
Nun ist Richter Adam wie einst König Ödipus gezwungen, über eine Tat zu richten, die er selbst begangen hat. Doch im Unterschied zum antiken Helden weiß er das von vornherein; ebenso, dass die Tat eine Schandtat ist und er selbst ein Schurke. Entsprechend tut er alles, was in seiner Macht steht, um die Aufklärung des Falls, bei dem außer dem Krug auch ein Verlöbnis entzweiging, zu verhindern.
Die Art, wie er seine Täterschaft durch eine allen Regeln richterlicher Unbefangenheit spottende Prozessführung zu verheimlichen sucht, die Zeugen bald mit Drohungen, bald mit süßen Worten beeinflusst und verwirrt, ist von hoher Komik. Schlangengleich dreht und windet er sich, um den Verdacht auf andere zu lenken, was ihn der Verachtung preisgibt. Schwitzend vor Angst wird er aber in die Enge getrieben, was menschliches Mitgefühl aufkeimen lässt. Die blühende Phantasie, mit der er immer neue Ausflüchte ersinnt, macht ihn zuweilen fast sympathisch.
Doch Gerichtsrat Walter und Schreiber Licht lassen sich davon nicht blenden. Beide sind an der Aufklärung des Falls interessiert, wenn auch aus sehr verschiedenen Gründen. Walter geht es um die Reform der Rechtspflege auf dem platten Lande, Licht möchte selbst gern Dorfrichter werden. Schritt für Schritt enthüllt sich während der Verhandlung folgender Tatbestand:
Der Unbekannte, der am Vorabend des Gerichtstags hastig durch Eves Schlafkammerfenster entwich und dabei den Krug vom Sims stieß, war er, Richter Adam selbst. Weder war es der Beklagte, Eves Verlobter Ruprecht, noch dessen vermeintlicher Nebenbuhler Lebrecht, noch gar der Teufel, wie die Zeugin Frau Brigitte, die mit Licht zusammen den Tatort untersucht hat, steif und fest behauptet:
Was find ich euch für eine Spur im Schnee?
Rechts fein und scharf und nett gekantet immer,
Ein ordentlicher Menschenfuß,
Und links unförmig grobhin eingetölpelt
Ein ungeheurer klotz’ger Pferdefuß.
Diese Aussage passt dem Richter vortrefflich ins Konzept. Adam zum Gerichtsrat und zum Schreiber:
Mein Seel, ihr Herrn, die Sache scheint mir ernsthaft.
Man hat viel beißend abgefaßte Schriften,
Die, daß ein Gott sei, nicht gestehen wollen;
Jedoch den Teufel hat, soviel ich weiß,
Kein Atheist noch bündig wegbewiesen.
Aber die Indizien sprechen eine deutlichere Sprache als Klägerin, Beklagter und Zeugen:
Da sind die beiden Kopfwunden, die Adam davontrug, als Ruprecht dem unerkannt Flüchtenden zweimal die Türklinke über den Kopf hieb – der Eifersüchtige hat zuvor die Tür eingetreten und die Kammer regelrecht gestürmt. Da ist Adams Klumpfuß, der die Spur vom Tatort quer durchs Dorf zu seiner Wohnung auf natürliche Weise erklärt. Da ist endlich die fehlende Richterperücke: Frau Brigitte legt sie stolz auf den Tisch, sie ist im Weinspalier unter Eves Kammerfenster hängengeblieben.
Nun rät Walter dem Richter, abzutreten, die Würde des Gerichts stehe auf dem Spiel. Aber dieser will nicht hören. Auch gut, meint Walter, dann solle er ein Ende machen und sein Urteil fällen. Im ausbrechenden Tumult judiziert Adam dem Beklagten wegen Ungebühr den Hals ins Eisen, worauf Ruprecht, angefeuert von Eve, Hand an ihn legt. Adam entschlüpft und flüchtet. Damit entsteht in der Stube endlich Platz für die volle Wahrheit:
Adam hat Eve vorgelogen, ihrem Verlobten drohe der Militärdienst in Ostindien, von wo bekanntlich nur einer von drei Männern zurückkehre. Eve steht auf und spricht:
O Himmel! Wie belog der Böswicht mich!
Denn mit der schrecklichen Besorgniß eben,
Quält’ er mein Herz, und kam, zur Zeit der Nacht,
Mir ein Attest für Ruprecht aufzudringen;
Bewies, wie ein erlognes Krankheitszeugniß,
Von allem Kriegsdienst ihn befreien könnte;
Erklärte und versicherte und schlich,
Um es mir auszufert’gen, in mein Zimmer:
So Schändliches, ihr Herren, von mir fordernd,
Daß es kein Mädchenmund wagt auszusprechen!
Doch zum Äußersten ist es, auch dank Ruprechts Eingreifen, vermutlich nicht gekommen, obwohl Eve noch zum Zeitpunkt ihrer Beschuldigung Adams befürchtet, der Erpresser besitze Macht, ihr den Verlobten zu entreißen. Deshalb hat sie lange über das geschwiegen, was in der Schlafkammer geschehen ist.
Obwohl Eve weder in der Endfassung des Lustspiels noch im „Variant“, dem für die Endfassung stark gekürzten ursprünglichen Schluss des Stücks, ausdrücklich feststellt, dass Adam sie nicht verführt habe, steht Ruprecht beschämt und bittet sie um Verzeihung dafür, dass er sie als „Metze“ beschimpft hat. Es lag aber schon vor Adams Einmischung ein Schatten von Eifersucht auf der Beziehung. Ruprecht spricht Eve darauf an, ob sie Kontakt mit Lebrecht habe. Sie dreht den Vorwurf um: „ich glaub’, du schierst [Begriff aus der Hühnerzucht, um zu prüfen, ob ein Ei befruchtet ist ] mich“, Vers 931. Am Abend vor der Gerichtsverhandlung wählt er deswegen einen Schleichweg zu Eve. Er schiebt vor, der Steg sei nicht passierbar gewesen. Diese Behauptung wird aber von niemandem bestätigt. Seine Erwartung bewahrheitet sich, er findet Eve nicht allein vor. Er gibt sich aber nicht zu erkennen, sondern versteckt sich hinter einem Taxus (Vers 946) und wird Zeuge eines durchaus einvernehmlichen vertrauten Kontaktes („ein Gefispre, ein Scherzen“, Vers 947) und er verspürt sogar eine voyeuristische „Lust“ (Vers 949) dabei. Es ist nicht wahrscheinlich, dass Eve sich Adam so geöffnet hätte.
Die beiden Verlobten versöhnen sich. Eve gibt Ruprecht einen Kuss. Die Hochzeit kann stattfinden, Walter hat etwas zur Verbesserung der Rechtspflege getan, der Streber Licht wird neuer Dorfrichter, den alten Adam erwartet eine Strafe. Nur der Krug wird davon nicht mehr heil, zum Verdruss von Eves Mutter, der Klägerin Frau Marthe. Diese hat Ruprecht so eifrig der Tat bezichtigt, weil ein anderer als der Verlobte in Eves Schlafkammer den guten Ruf ihres Kindes und Hauses vernichtet hätte. Doch auch der Krug war ihr lieb. Wenigstens hat sie ihn zum Auftakt der Verhandlung samt der darauf abgebildeten Geschichte der Niederlande episch breit beschrieben und damit verewigt.

## Zur Entstehung des Stücks
Den Anstoß zum Schreiben empfing der Dichter 1802 bei seinem Aufenthalt in der Schweiz. Im Jahr darauf brachte er in Dresden die ersten Szenen zu Papier. Nachdem er das Stück in Berlin und Königsberg vollendet hatte, ließ er 1808 im Märzheft des Phöbus ein Fragment drucken. Um dieselbe Zeit wurde Der zerbrochne Krug bei der Uraufführung im Hoftheater Weimar ausgepfiffen; ein Misserfolg, zu welchem an erster Stelle Goethes Inszenierung beitrug, der den Einakter in drei Akte aufteilte. Die vollständige Druckfassung erschien 1811 in Kleists Todesjahr. Ein Jahrzehnt später setzte der Erfolg ein: „Schon bald gehörte die Rolle des Dorfrichters Adam zu den größten und begehrtesten Charakterrollen des deutschen Dramas“.

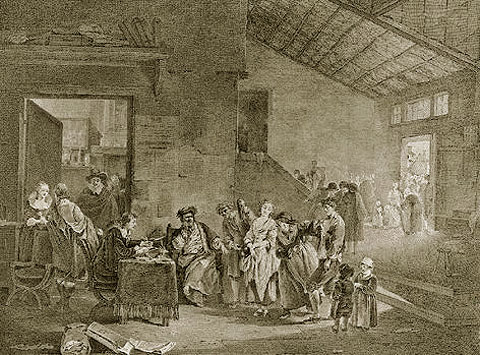
Le juge, ou la cruche cassée Kupferstich von Jean Jacques Le Veau nach einem Gemälde von Philibert-Louis Debucourt

Kleist pflegte während seines Aufenthalts in der Schweiz mit anderen jungen Dichtern Freundschaft, Ludwig Wieland, Heinrich Gessner (Sohn des Malers Salomon Gessner) und Heinrich Zschokke. Zschokke berichtet über einen Dichterwettstreit:
„In meinem Zimmer hing ein französischer Kupferstich, La cruche cassée. In den Figuren desselben glaubten wir ein trauriges Liebespärchen, eine keifende Mutter mit einem zerbrochenen Majolika-Kruge, und einen großnasigen Richter zu erkennen. Für Wieland sollte dies Aufgabe einer Satire, für Kleist zu einem Lustspiele, für mich zu einer Erzählung werden. – Kleists Zerbrochner Krug hat den Preis davon getragen.“
Kleist schrieb in dem erst nach seinem Tod gedruckten Entwurf zu einer Vorrede:
„Diesem Lustspiel liegt wahrscheinlich ein historisches Factum, worüber ich jedoch keine nähere Auskunft habe auffinden können, zum Grunde. Ich nahm die Veranlassung dazu aus einem Kupferstich, den ich vor mehreren Jahren in der Schweiz sah. Man bemerkte darauf – zuerst einen Richter, der gravitätisch auf dem Richterstuhl saß: vor ihm stand eine alte Frau, die einen zerbrochenen Krug hielt, sie schien das Unrecht, das ihm widerfahren war, zu demonstriren: Beklagter, ein junger Bauerkerl, den der Richter, als überwiesen, andonnerte, vertheidigte sich noch, aber schwach: ein Mädchen, das wahrscheinlich in dieser Sache gezeugt hatte (denn wer weiß, bei welcher Gelegenheit das Delictum geschehen war) spielte sich, in der Mitte zwischen Mutter und Bräutigam, an der Schürze; wer ein falsches Zeugniß abgelegt hätte, könnte nicht zerknirschter dastehn: und der Gerichtsschreiber sah (er hatte vielleicht kurz vorher das Mädchen angesehen) jetzt den Richter mistrauisch zur Seite an, wie Kreon, bei einer ähnlichen Gelegenheit, den Ödip, als die Frage war, wer den Lajus erschlagen? Darunter stand: der zerbrochene Krug. – Das Original war, wenn ich nicht irre, von einem niederländischen Meister.“

## Epochenzuordnung
Obwohl der 1777 geborene Kleist zeitlich der Generation der Romantiker zugeordnet werden könnte und obwohl das Stück damit endet, dass zwei Liebende wieder zueinander finden, lässt sich der Autor kaum der Romantik zuordnen. Obwohl das Lustspiel im Blankvers geschrieben ist und Kleist auf für ihn typische Weise viele Sätze kunstvoll umgestellt hat, gehört der Text nicht in das literarische Umfeld der Weimarer Klassik, zumal Kleist die Verhältnisse im Dorf nicht auf die von Friedrich Schiller verlangte Art „idealisiert“. Dem Lustspiel fehlt ebenso die Humanitätsemphase der Klassik wie das Unendlichkeitspathos oder wahlweise die ironische Leichtigkeit der frühen Romantik. Dadurch fordert Kleist die üblichen Rubrizierungen der Literatur um 1800 heraus. So lässt Kleist z. B. Frau Marthe ungeniert über „König Philipps Hinterteil“ sprechen, das durch den Bruch des Krugs vom Rest des Körpers getrennt worden sei. Das Lustspiel nimmt hier und an anderen Stellen Züge des naturalistischen und des modernen Dramas vorweg.
Harro Müller-Michaels stellt zusammenfassend die These auf: „Neben Klassik und Romantik bilden die Dramen Kleists eine eigene Spur in der Literaturgeschichte.“ Dafür, dass Heinrich von Kleist mit seinem Lustspiel einen Sonderweg beschreitet, spricht auch sein Umgang mit der Kritik Goethes an dem Stück. Dieser hatte 1807 kritisiert, das Drama Der zerbrochne Krug gehöre „dem unsichtbaren Theater“ an, ihm fehle eine Handlung, die die Bezeichnung verdiene. Dadurch zeigte Goethe, dass er in der Tradition des Aristoteles auch bei einer Komödie eine Mimesis erwartete. Kleist hingegen vertrat die Auffassung, sein Werk sei nicht Abbildung, Mimesis einer vorhandenen Wirklichkeit, sondern entstehe im Schaffensprozess. Es sei als kontinuierlicher Prozess zu verstehen.

## Interpretationen

### Dorfrichter Adam als Komödiant
Eine gesellschaftsbezogene Deutung wird Adam als Verkörperung eines korrupten Justizwesens sehen, in dem Privates und Öffentliches vermischt werden. Andererseits ist er natürlich auch eine Figur in der Tradition der alten – sozusagen vorliterarischen – Vitalkomik, deren Vertreter sich durch triebgesteuerte Unmäßigkeit in Bezug auf Essen und Trinken, man muss eigentlich sagen, durch „Fressen“ und „Saufen“, und ihren unersättlichen Sexualtrieb hervortaten. Als lüsterner Alter stellt Adam also einen alten Komödientypus dar, der durch sein Verhalten mehr oder weniger gegen gesellschaftliche Normen verstößt. Es handelt sich hier aber nicht um den Rückfall in eine vorliterarische Form der Komödie, denn Kleist ist es gelungen, diese alte Art der Komik in eine „regelmäßige“, literarische Form zu integrieren.

### Der biblische Mythos vom Sündenfall
Im Stück geht es um einen „zweiten Sündenfall“. So, wie Adam, der erste Mensch, Opfer seines Hochmuts wird, weil er „wie Gott sein“ will, verfällt auch Dorfrichter Adam dem Laster, und zwar in seinem Fall der Wollust, die ihn dazu bringt (offenbar nicht zum ersten Mal; vgl. Lichts Anspielung auf seinen „Adamsfall“), sich „in ein Bett hineinfallen“ lassen zu wollen. Auch Dorfrichter Adam wird aus seinem „Paradies“ (dem Richteramt und dem damit verbundenen Wohlstand) vertrieben. An der Ähnlichkeit des Richters und des Stammvaters der Menschheit „ändert auch der Umstand nichts, dass Adam im Unterschied zur Schöpfungsgeschichte nicht der Verführte, sondern der Verführer ist.“
Gemäß dem Motiv des „zweiten Sündenfalls“ müsste auch Eve „gesündigt“ haben. Diese Schlussfolgerung ist für Waltraud Wiethölter naheliegend: „Adam und Eve – sie schweigen; sprechend sind lediglich ihre Namen, die den Verdacht nahelegen, es könnte bei diesem Rendezvous erheblich mehr als nur ein Krug zerbrochen sein.“

### Historischer Kontext des Lustspiels
Der Krug als „zerscherbtes Faktum“ sei ein handgreifliches Symbol dafür, wie sich in der Dorfgeschichte das Weltgeschehen widerspiegelt. Wenn die Bilder des Krugs die Gründungsszene des niederländischen Staates repräsentierten, dann wird mit dem Zerbrechen der Bilder auch die Repräsentation als das, was den fiktiven Setzungscharakter des Gesetzes wiederholt und überspielt, brüchig. Erst mit der Befreiung von den Spaniern werden die Niederländer zum gesellschaftlichen Subjekt ihres Staates, wird der Staat ihr eigen, symbolisch verkörpert in der dargestellten Staatsgründung auf dem Krug, der, von einem Spanier erbeutet, hinfort im eigenen Haus aufgestellt wird. Dass der Krug nun zerbrochen wurde, und zwar von dem Staatsdiener Adam, deutet nach Dirk Grathoff auf eine neue geschichtliche Situation hin, auf den Anbruch einer neuen Epoche. Die Niederländer seien nun wiederum, zum zweiten Mal, zum „gesellschaftlichen Objekt“ geworden, aber nicht durch Fremdherrschaft, sondern durch den eigenen Staat. Bis zur Gegenwart der Dramenhandlung haben nunmehr endgültig „modern times“ im Staate Holland Einzug gehalten, indem das alte gesellschaftliche Objektsein unter veränderten Bedingungen zurückgekehrt ist.
Doch spielen im Hintergrund auch die Modernisierungsprozesse der Verwaltung im Anschluss an die Französische Revolution eine Rolle. In deren Zuge verlagerte sich die Herrschaftsausübung auch in den Niederlanden vom Adel auf unpersönlich-bürokratische Verfahren. Die 1795 unter beherrschendem Einfluss des Kleist verhassten Frankreichs gegründete Batavische Republik war ein zentralistischer Einheitsstaat, in dem demokratische Reformen 1801 wieder rückgängig gemacht wurden.
Geläufiger – vor allem zur Entstehungszeit des Stückes – war und ist die Interpretation des zerbrochenen Kruges als Symbol der verlorenen Jungfräulichkeit.

## Adaptionen

### Filme
- Der zerbrochene Krug, 1934, Regie: Ernst Angel
- Der zerbrochene Krug, 1937, Regie: Gustav Ucicky
- Der zerbrochene Krug, 1959, Regie: Joachim Hess (Schauspieler), mit Hans Mahnke, Robert Meyn, Joseph Offenbach, Lucie Mannheim, Ursula Lillig[26]
- Der zerbrochene Krug, 1965, Regie: Detlof Krüger, mit Paul Dahlke, Ernst Fritz Fürbringer, Heinz Schubert, Hans Pössenbacher[27]
- Jungfer, Sie gefällt mir, 1969, Regie: Günter Reisch – frei bearbeitet von Jurek Becker[28]
- Der zerbrochene Krug, 1990, Regie: Dieter Dorn, mit Rolf Boysen[29]
- Der zerbrochene Krug, 1990, Regie: Heinz Schirk, mit Günter Strack
- Der zerbrochene Krug, 2003, Regie: Hans Klaus Petsch und Michael Lerchenberg[30] mit Jörg Hube (in bairische Sprache gesetzt)

### Hörspiele
- 1925: Der zerbrochene Krug – Regie: Nicht bekannt, mit Thessa Klinkhammer, Alfred Scherzer, Martin Gien, Gerd Fricke, Hermann Kner (SÜWRAG)
- 1927: Der zerbrochne Krug – Regie: Ernst Pündter, mit Walther Schneider, Artur Holz, Ernst Pündter, Hedwig Wangel, Ida Orloff u. a. (NORAG)
- 1946: Der zerbrochene Krug – Regie: Hanns Farenburg (Berliner Rundfunk)
- 1946: Der zerbrochene Krug – Regie: Karl Peter Biltz, mit Hans Goguel, Ernst Sladeck, Horst Uhse, Lina Carstens u. a. (SWF)
- 1947: Der zerbrochene Krug – Regie: Günter Siebert, mit Udo Graf, Hermann Menschel, Dorothea Gmelin, Dietrich Haugk u. a. (RB)
- 1947: Der zerbrochene Krug – Regie: Walter Ohm, mit Carl Wery, Ernst Schlott, Bruno Hübner, Rosemarie Lang u. a. (BR)
- 1948: Der zerbrochene Krug – Regie: Cläre Schimmel, mit Albert Florath, Egon Clauder, Kurt Norgall, Christine Kayssler (SDR)
- 1948: Der zerbrochene Krug – Regie: Karl Peter Biltz, mit Hans Goguel, Ernst Sladeck, Alois Garg, Claire Ruegg u. a. (SWF)
- 1950: Der zerbrochene Krug – Regie: Heinz Hilpert, mit Fritz Brand, Erich Ponto, Siegfried Lowitz, Mila Kopp u. a. (NWDR Hamburg)
- 1951: Der zerbrochene Krug – Regie: Werner Wieland, mit Werner Pledath, Willy A. Kleinau, Willi Arnhold, Amy Frank u. a. (Rundfunk der DDR)
- 1951: Der zerbrochene Krug – Regie: Ulrich Lauterbach, mit Rudolf Rieth, Ernstwalter Mitulski, Heinz Stoewer, Lotte Kleinschmidt, Solveig Thomas u. a. (HR)
- 1952: De Pott is twei (Niederdeutsche Fassung von Albert Mähl) – Regie: Hans Freundt, mit Hartwig Sievers, Hans Mahler, Otto Lüthje, Magda Bäumken, Heidi Kabel, Georg Pahl u. a. (NWDR Hamburg)
- 1953: Der zerbrochene Krug – Regie: Hans Schweikart, mit Friedrich Domin, Ernst Fritz Fürbringer, Therese Giehse, Margrit Ensinger, Siegfried Lowitz u. a. (BR)
- 1953: De Pott is twei (Niederdeutsche Fassung) – Regie: Walter Bäumer, mit Walter A. Kreye, Carl Hinrichs, Hermann Budde, Erika Rumsfeld u. a. (RB)
- 1957: Der zerbrochene Krug – Regie: Gert Westphal, mit Kurt Horwitz, Walter Richter, Joseph Offenbach, Mila Kopp u. a. (BR)
- 1960: Der zerbrochene Krug – Regie: Carlheinz Riepenhausen, mit Paul Wagner, Eduard Wandrey, Erwin-Walter Zipser, Elsa Wagner, Siegrid Hackenberg u. a. (SFB)
- 1961: Der zerbrochene Krug – Regie: Hans Conrad Fischer, mit Paul Wagner, Eduard Wandrey, Herbert Stass, Trudik Daniel u. a. (SFB)
- 1961: Der zerbrochene Krug – Bearbeitung und Regie: Alfred Hartner, mit Benno Sterzenbach, Tom Krinzinger, Edith Schultze-Westrum, Dietlindt Haug, Robert Tessen, Karl-Heinz Martell u. a. (ORF Salzburg)
- 1962: Der zerbrochene Krug – Regie: Peter Brang, bearbeitet von Wolfgang Beck, mit Adolf-Peter Hoffmann, Gerd Ehlers, Willi Narloch, Ursula Braun u. a. (Rundfunk der DDR)
- 1971: Scherve brenge Glöck (Kölnische Fassung von Willi Reisdorf) – Regie: Heinz Dieter Köhler, mit Wolfgang Wahl, Josef Meinertzhagen, Annemarie Schlaebitz, Barbie Steinhaus, Karl-Maria Schley, Ulf Becker u. a. (WDR)
- 1977: Der zerbrochene Krug – Regie: Wolf Euba, mit Gustl Bayrhammer, Hannes Stein, Hans Löscher, Maria Singer u. a. (BR)
- 1995: Der zerbrochene Krug (Österreichische Fassung von H. C. Artmann) – Regie: Klaus Gmeiner, mit Gerhard Dorfer, Ernst Prassel, Julia Gschnitzer, Maria Köstlinger, Christian Hofler, John F. Kutil und Ilse Hanel (ORF Salzburg)
- 2006: Der zerbrochene Krug – Regie: Leonhard Koppelmann, mit Wolf-Dietrich Sprenger, Hilmar Eichhorn, Winfried Glatzeder, Jutta Hoffmann u. a. (MDR)

### Opern
- Der zerbrochene Krug, Oper op. 36, 1941/42, Komponist: Viktor Ullmann
- Rozbitý džbán, Komische Oper in zwei Akten, 1961/62, Komponist: Zbyněk Vostřák
- Der zerbrochne Krug, Komische Oper in sieben Szenen, 1968/69, Komponist: Fritz Geißler
- La brocca rotta, Oper in einem Akt, Bologna 1997, deutsche Erstaufführung Theater Erfurt 2007, Komponist: Flavio Testi

## Hörbuch
- Heinrich von Kleist: Der zerbrochne Krug. Christoph Merian Verlag, Basel 2011, ISBN 978-3-85616-450-8

## Literatur

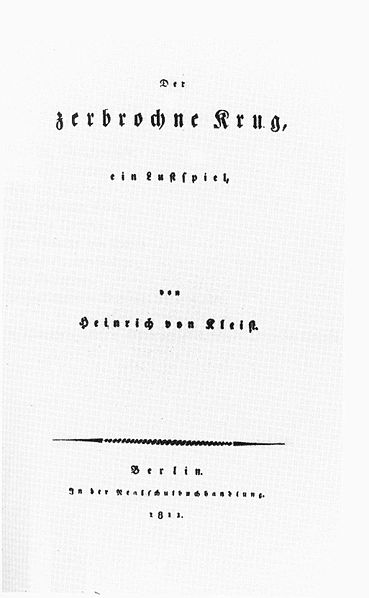
Titelseite der ersten vollständigen Ausgabe

### Werkausgabe
- Erstdruck: Der zerbrochne Krug, ein Lustspiel. Von Heinrich von Kleist. Realschulbuchhandlung, Berlin 1811, 174 S. (Digitalisat und Volltext im Deutschen Textarchiv) (Reprint: Kleist-Archiv Sembdner, Heilbronn 2008, ISBN 978-3-940494-18-4.)
- Neuausgabe: Der zerbrochene Krug. Nach der Ausgabe von 1877. Mit einem Nachwort von Marianne Bernhard und mit 34 Holzschnitten von Adolph von Menzel. Harenberg, Dortmund (= Die bibliophilen Taschenbücher. Band 61).
- Studienausgabe: Heinrich von Kleist: Der zerbrochene Krug. Studienausgabe. Hrsg. von Bernd Hamacher. Mit Nachwort und Anmerkungen von Alexander Košenina. Ditzingen: Reclam 2024. ISBN 978-3-15-014417-6

### Sekundärliteratur
- Anne Fleig: Das Gefühl des Vertrauens in Kleists Dramen „Die Familie Schroffenstein“, „Der zerbrochne Krug“ und „Amphitryon“. In: Kleist-Jahrbuch 2008/2009, S. 138–150 (online)
- Dirk Jürgens: Textanalyse und Interpretation zu Heinrich von Kleist: Der zerbrochne Krug. Königs Erläuterungen und Materialien (Bd. 30). C. Bange Verlag, Hollfeld 2013, ISBN 978-3-8044-1997-1.
- Ethel Matala de Mazza: Recht für bare Münze. Institution und Gesetzeskraft in Kleists „Zerbrochnem Krug“. In: Kleist-Jahrbuch 2001, S. 160–177. (online)
- Wolfgang Schadewaldt: „Der zerbrochne Krug“ von Heinrich von Kleist und Sophokles „König Ödipus“. In: Sophokles König Ödipus. Übersetzt und mit einem Nachwort und drei Aufsätzen zur Wirkungsgeschichte hrsg. von Wolfgang Schadewaldt. Insel Taschenbuch 15, 11. Aufl. Frankfurt a. M. 1994, ISBN 3-458-31715-5.
- Monika Schmitz-Emans: Das Verschwinden der Bilder als geschichtsphilosophisches Gleichnis. „Der zerbrochne Krug“ im Licht der Beziehungen zwischen Bild und Text. In: Kleist-Jahrbuch 2002, S. 42–69. (online)
- Elmar Schürmann u. Herbert Hähnel: Sexuelle Nötigung, Freiheitsberaubung, Rechtsbeugung. Der Prozeß gegen Adam u. a. vor dem Landgericht Osnabrück. Edition der Gerichtsakten. In: Heilbronner Kleist-Blätter, 17 (2005), ISBN 3-931060-83-7, S. 88–130. [Ein nachgestellter Prozess gegen literarische Figuren.]
- Helmut Sembdner: Heinrich von Kleist: Der zerbrochne Krug. Erläuterungen und Dokumente. Reclams Universal-Bibliothek Nr. 8123, Stuttgart 2005, ISBN 3-15-008123-8.
- Volkhard Wels: Liebe und Vertrauen im „Zerbrochnen Krug“. In: Walter Delabar, Helga Meise (Hrsg.): Liebe als Metapher. Frankfurt am Main 2012, S. 151–174.(online)